# Cristianismo en el siglo XV

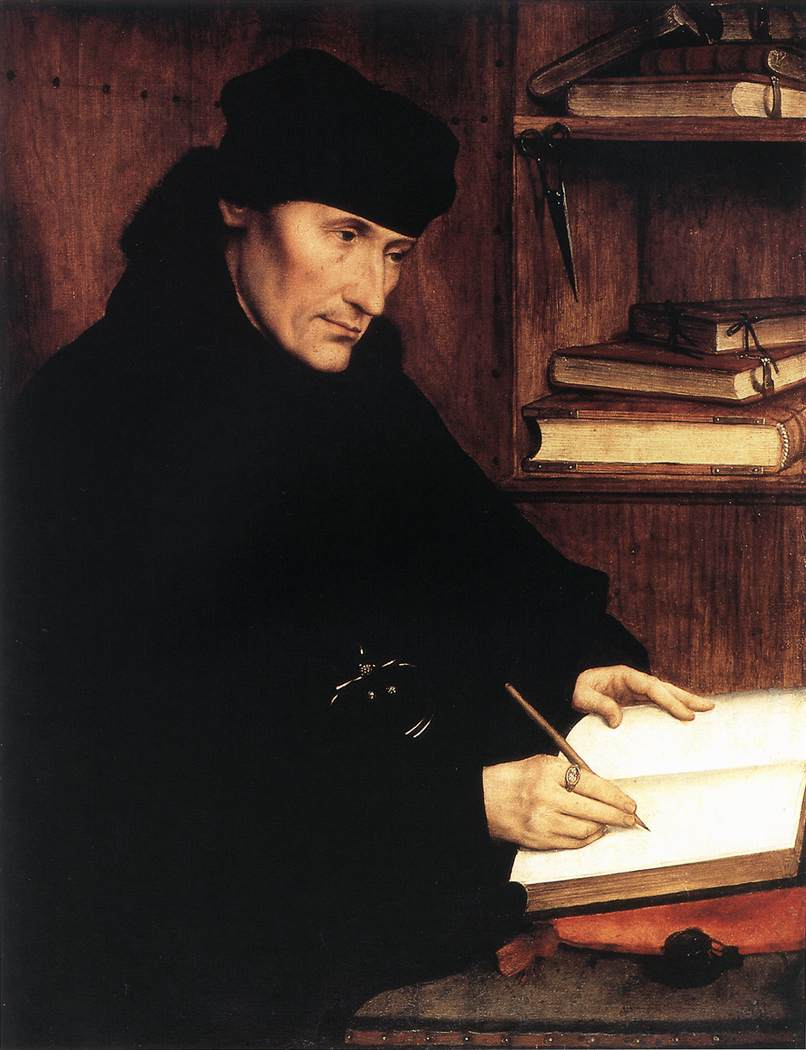
Retrato de Erasmo de Róterdam.

El cristianismo en el siglo XV forma parte de la Plena Edad Media, el período que va desde la coronación de Carlomagno en el año 800 hasta el final del siglo XV, en el que se produjo la caída de Constantinopla (1453), el final de la Guerra de los Cien Años (1453), el descubrimiento del Nuevo Mundo (1492) y, posteriormente, la Reforma Protestante (1517)

## Ortodoxia oriental

### Intentos de reunión
El emperador oriental Juan VIII Paleólogo, presionado por los turcos otomanos, estaba dispuesto a aliarse con el oeste, y para ello arregló con el papa Eugenio IV que se discutiera sobre la reunión de nuevo, esta vez en el Concilio de Ferrara-Florencia. Después de varias largas discusiones, el emperador logró convencer a los representantes orientales para que aceptaran las doctrinas occidentales de filioque, el purgatorio y la supremacía del papado. El 6 de junio de 1439, un acuerdo fue firmado por todos los obispos orientales presentes, excepto uno, Marcos de Éfeso, que sostuvo que Roma continuaba tanto en la herejía como en el cisma. Parecía que el Gran Cisma de Oriente había terminado. Sin embargo, a su regreso, los obispos orientales encontraron que su acuerdo con Occidente era ampliamente rechazado por la población y por las autoridades civiles —con la notable excepción de los emperadores de Oriente que siguieron comprometidos con la unión hasta la caída de Constantinopla dos décadas después—. La unión firmada en Florencia nunca fue aceptada por las iglesias orientales.

### Caída de Constantinopla

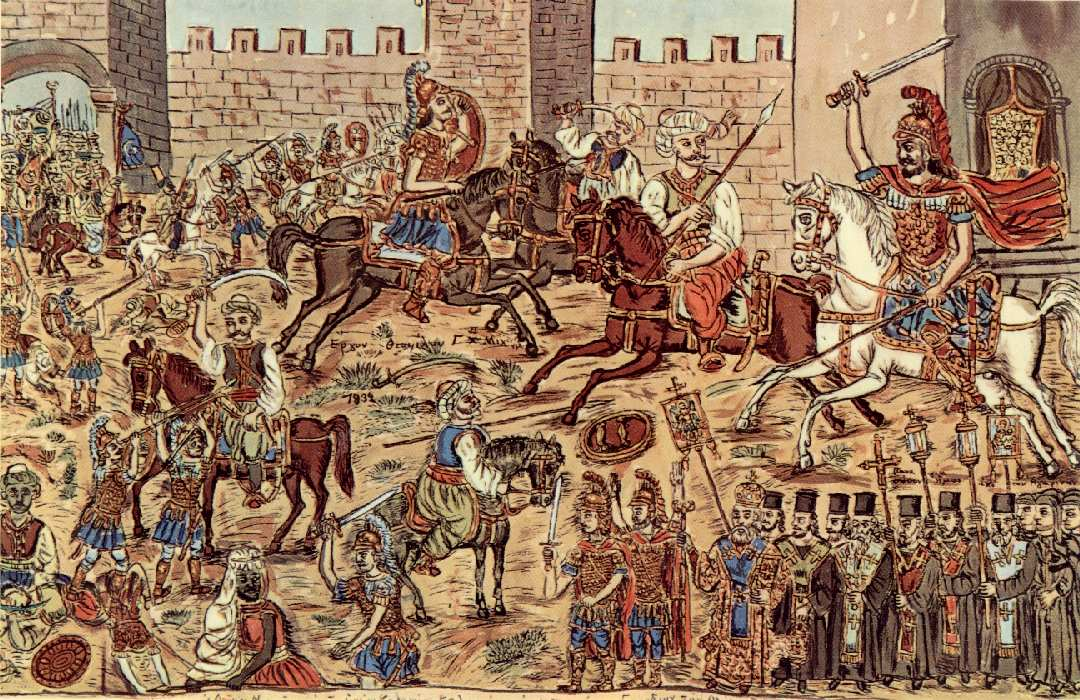
Pintura del pintor griego Theophilos Hatzimihail mostrando la batalla dentro de la ciudad, Constantino es visible en un caballo blanco.

En 1453, el Imperio Romano de Oriente cayó ante el Imperio otomano. Pero la ortodoxia era todavía muy fuerte en Rusia, que se convirtió en autocéfala (desde 1448, aunque no fue aceptada oficialmente por Constantinopla hasta 1589); y así Moscú se llamó a sí misma la «Tercera Roma», como heredera cultural de Constantinopla.
Los cristianos orientales expresaron la creencia de que la caída de Constantinopla era el castigo de Dios para el emperador y el clero aceptando las doctrinas de occidente de filioque, purgatorio y la supremacía del papado. Occidente no cumplió su promesa, al emperador oriental, de tropas y apoyo si aceptaba la reconciliación. El saqueo de Constantinopla sigue siendo considerado por el Este como la prueba de que el Oeste finalmente tuvo éxito en su esfuerzo por destruir al Este.
Bajo el dominio otomano, la Iglesia ortodoxa adquirió el poder como un Rum Millet. El patriarca ecuménico de Constantinopla era el gobernante religioso y administrativo de toda la unidad administrativa otomana, que abarcaba a todos los súbditos ortodoxos orientales del imperio. Aquellos nombrados para este papel eran elegidos por los gobernantes musulmanes, no por la Iglesia.
Como resultado de la conquista otomana, toda la comunión ortodoxa de los Balcanes y el Cercano Oriente quedó repentinamente aislada de Occidente. Durante los siguientes cuatrocientos años, estuvo confinada dentro del mundo islámico, con el que tenía poco en común tanto religioso como culturalmente. Las iglesias ortodoxas de los estados eslavos orientales, Valaquia y Moldavia fueron la única parte de la comunión ortodoxa que permaneció fuera del control del Imperio otomano.

### Aislamiento de Occidente

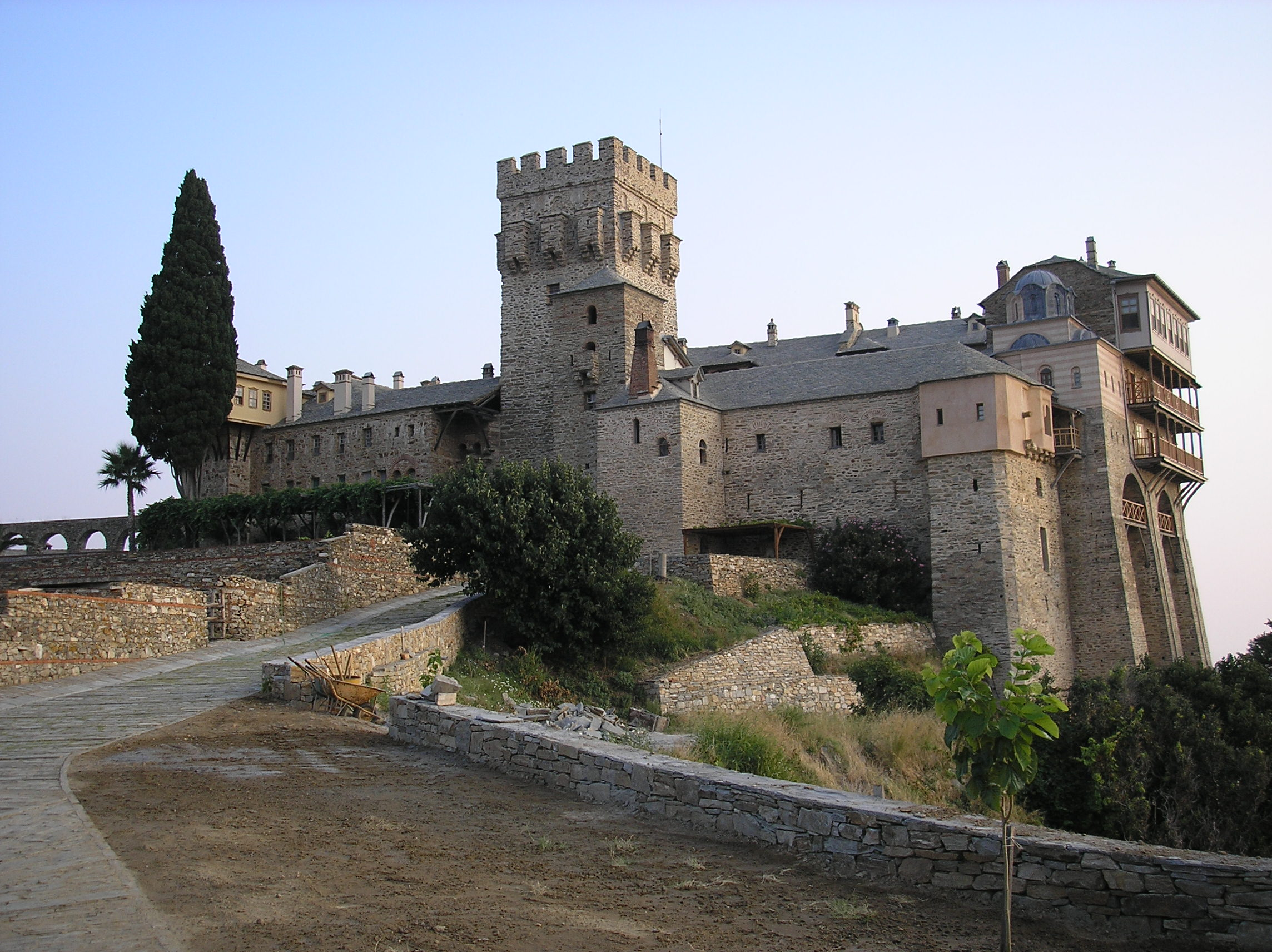
Monasterio de Stavronikita, vista sureste.

Como resultado de la conquista otomana del Imperio bizantino en 1453, y la caída de Constantinopla, toda la comunión ortodoxa de los Balcanes y el Cercano Oriente quedó repentinamente aislada de Occidente. Durante los siguientes cuatrocientos años, estuvo confinada en un mundo islámico hostil, con el que tenía poco en común religiosa o culturalmente. La Iglesia Ortodoxa Rusa fue la única parte de la comunión ortodoxa que permaneció fuera del control del Imperio otomano. Es, en parte, debido a este confinamiento geográfico e intelectual que la voz de la Ortodoxia Oriental no se escuchó durante la Reforma protestante en la Europa del siglo XVI. Como resultado, este importante debate teológico a menudo parece extraño y distorsionado para los ortodoxos. Nunca participaron en él y por lo tanto ni la Reforma ni la Contrarreforma forman parte de su marco teológico.

### Los derechos religiosos bajo el Imperio otomano
El Islam reconoció a Jesús como un gran profeta y consideró a los cristianos como otra Gente del Libro. Pero impuso severos castigos incluyendo frecuentes muertes a los no musulmanes. Como tal, la Iglesia no se extinguió ni su organización canónica y jerárquica fue completamente destruida. Su administración continuó funcionando aunque en menor grado, y no siendo la religión del estado. Una de las primeras cosas que hizo Mehmet el Conquistador fue permitir que la Iglesia eligiera un nuevo patriarca, Gennadius Scholarius. Santa Sofía y el Partenón, que habían sido iglesias cristianas durante casi un milenio, fueron convertidas en mezquitas, sin embargo la mayoría de las otras iglesias, tanto en Constantinopla como en otros lugares, permanecieron en manos cristianas. Debido a que la ley islámica no hace distinción entre nacionalidad y religión, todos los cristianos, sin importar su idioma o nacionalidad, fueron considerados como un único millet, o nación. El patriarca, como el jerarca de mayor rango, fue investido así de autoridad civil y religiosa y se convirtió en etnarca, jefe de toda la población ortodoxa cristiana. Prácticamente, esto significaba que todas las iglesias ortodoxas dentro del territorio otomano estaban bajo el control de Constantinopla. Así, las fronteras de autoridad y jurisdicción del patriarca se ampliaron enormemente.
Sin embargo, estos derechos y privilegios, incluyendo la libertad de culto y de organización religiosa, a menudo se establecían en principio pero rara vez se correspondían con la realidad. Los privilegios legales del patriarca y la Iglesia dependían, de hecho, del capricho y la misericordia del sultán y la Sublime Puerta, mientras que todos los cristianos eran considerados ciudadanos de segunda clase. Además, la corrupción y la brutalidad turcas no eran un mito. Que fue el cristiano «infiel», el que experimentó esto más que nadie, no está en duda. Tampoco se desconocían los pogromos de los cristianos en estos siglos. También fue devastador para la Iglesia el hecho de no poder dar testimonio de Cristo. El trabajo misionero entre los musulmanes era peligroso y de hecho imposible, mientras que la conversión al Islam era totalmente legal y permisible. Los conversos al islam que volvían a la Ortodoxia eran asesinados como apóstatas. No se podían construir nuevas iglesias, e incluso el sonido de las campanas de la iglesia estaba prohibido. La educación del clero y de la población cristiana o bien cesaba por completo o se reducía a los elementos más rudimentarios.

### Corrupción
La Iglesia Ortodoxa se encontró sujeta al sistema turco de corrupción. El trono patriarcal era frecuentemente vendido al mejor postor, mientras que la nueva investidura patriarcal iba acompañada de un fuerte pago al gobierno. Para recuperar sus pérdidas, los patriarcas y obispos cobraban impuestos a las parroquias locales y a su clero. El trono patriarcal nunca estuvo seguro. Pocos patriarcas entre los siglos XV y XIX murieron de muerte natural mientras estaban en el cargo. Las abdicaciones forzadas, exilios, ahorcamientos, ahogamientos y envenenamientos de patriarcas están bien documentados. Pero si la posición del patriarca era precaria, también lo era la de la jerarquía.

### Devşirme
Devşirme era el sistema de reclutamiento de jóvenes de las tierras cristianas conquistadas por los sultanes otomanos como una forma de tributación regular con el fin de construir un ejército leal —antes compuesto en gran parte por cautivos de guerra— y la clase de militares llamados jenízaros, u otros sirvientes como tellak en hamams. La palabra devşirme significa «reclutar, reunir» en turco otomano. Los muchachos entregados a los otomanos de esta manera se llamaban ghilman o acemi oglanlar («muchachos novatos»).

### Antioquía
La Iglesia de Antioquía fue trasladada a Damasco en respuesta a la invasión otomana de Antioquía. Su territorio tradicional incluye Siria, Líbano, Irán, Irak, Kuwait y partes de Turquía. El resto de la Iglesia de Antioquía, principalmente griegos locales o sectores helenizados de la población indígena, permaneció en comunión con Roma, Constantinopla, Alejandría y Jerusalén.

## Cristianismo occidental

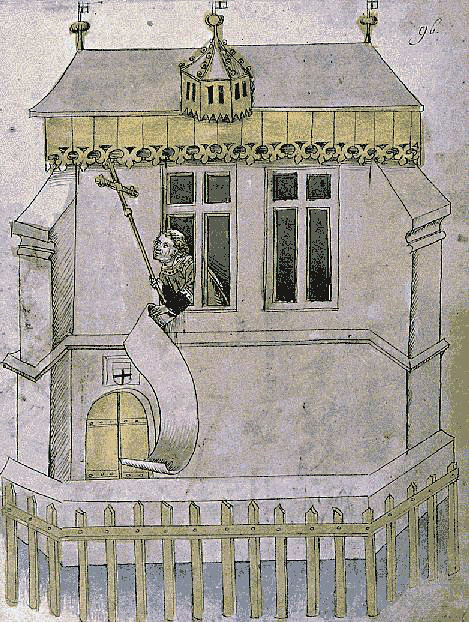
Elección del papa Martin V.

### Cisma de Occidente
En 1409, se convocó un concilio de Pisa para resolver la cuestión, mediante la deposición de los dos papas demandantes y la elección de uno nuevo. El concilio declaró que ambos papas existentes eran cismáticos (Gregorio XII de Roma; Benedicto XIII de Aviñón) y nombró a uno nuevo, Alejandro V. Pero los papas existentes se negaron a renunciar, y por lo tanto hubo tres demandantes papales. Otro concilio fue convocado en 1414, el Concilio de Constanza, el objetivo principal del concilio era acabar con el cisma papal que había resultado de la confusión que siguió al papado de Aviñón. En marzo de 1415 el papa de Pisa, Juan XXIII, huyó de Constanza disfrazado; fue traído de vuelta como prisionero y depuesto en mayo. El papa romano, Gregorio XII, renunció voluntariamente en julio. El papa de Aviñón, Benedicto XIII, se negó a venir a Constanza; tampoco consideró la dimisión. El consejo finalmente lo depuso en julio de 1417. El concilio de Constanza, habiendo finalmente despejado el campo de papas y antipapas, eligió al papa Martín V como papa en noviembre de 1417.

### Renacimiento italiano (1399-1599)

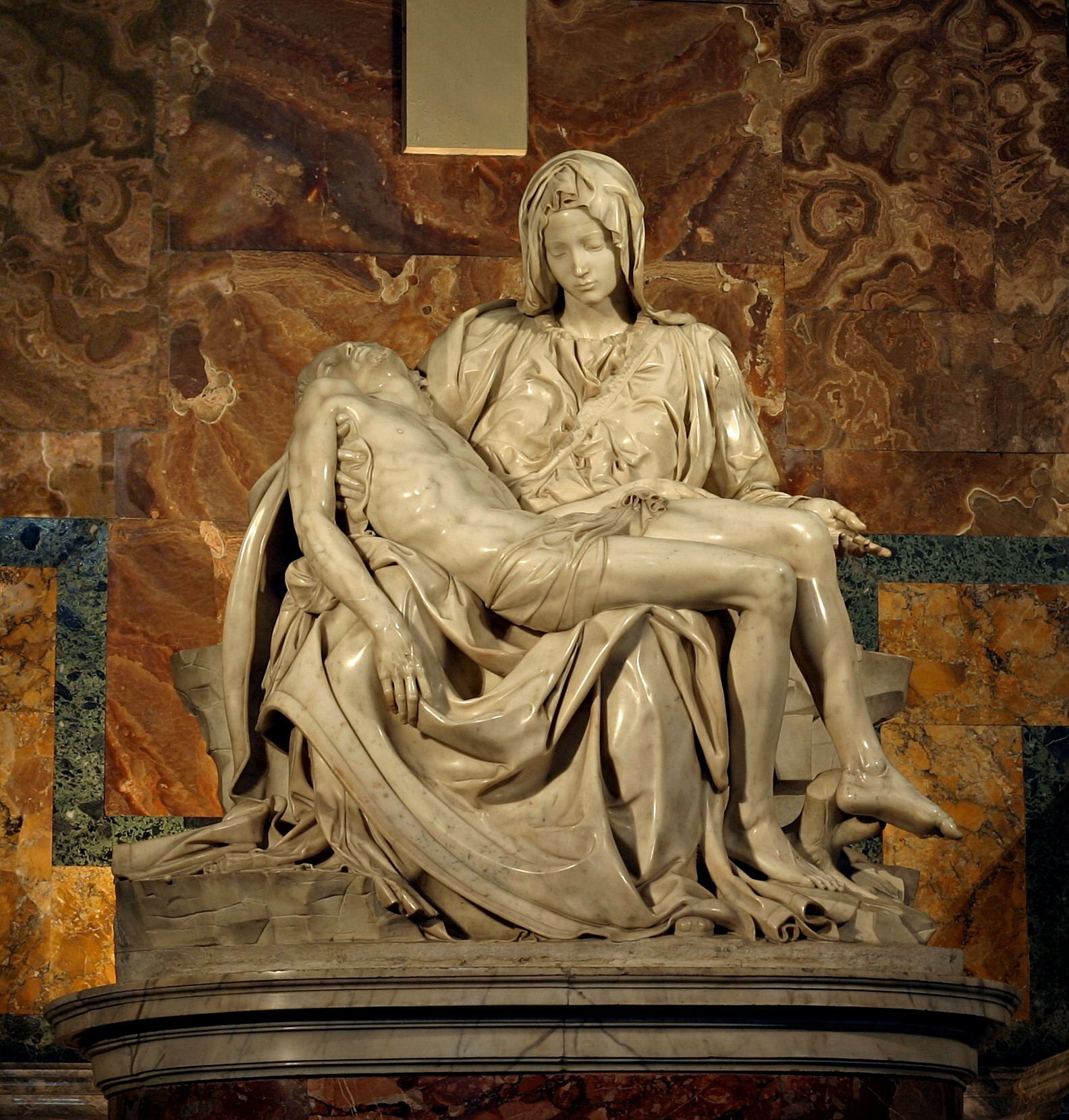
Piedad de Miguel Ángel en la basílica de San Pedro. Ciudad del Vaticano.

El Renacimiento italiano fue un período de grandes cambios y logros culturales, marcado en Italia por una orientación clásica y un aumento de la riqueza a través del comercio mercantil. La ciudad de Roma, el Papado y los Estados Pontificios se vieron afectados por el Renacimiento. Por un lado, fue una época de gran mecenazgo artístico y magnificencia arquitectónica, donde la Iglesia apoyó a artistas como Miguel Ángel, Brunelleschi, Bramante, Rafael, Fra Angélico, Donatello y Leonardo da Vinci. Por otra parte, las familias italianas ricas a menudo aseguraban cargos episcopales, incluyendo el papado, para sus propios miembros, algunos de los cuales eran conocidos por su inmoralidad, como Alejandro VI y Sixto IV.

### Escolástica
La teología escolástica continuó desarrollándose a medida que el siglo XIII daba paso al siglo XIV, volviéndose cada vez más compleja y sutil en sus distinciones y argumentos. El siglo XIV vio en particular el aumento del dominio de las teologías nominalistas o voluntaristas de hombres como Guillermo de Ockham. El siglo XIV fue también una época en la que movimientos de muy diverso carácter trabajaron por la reforma de la iglesia institucional, como el conciliarismo, lolardos y los husitas. También florecieron movimientos espirituales como la Devotio moderna.
- Autores notables:

- Jan Hus (c.1369–1415)
- Pierre d'Ailly (1351–1420)
- Jean Gerson (1363–1429)
- Nicolás de Clemanges (1360–1440)
- Nicolás de Cusa (1401–1464)
- Tomás de Kempis (1380–1471)
- Dionisio Cartujano (1402–1471)
- Rodolphus Agricola (1444–1485)
- Juan Wessel Gansfort (1419–1489)
- Gabriel Biel (1425–1495)
- Johann Heynlin (1425–1496)
- Girolamo Savonarola (1452–1498)
- Jan Standonck (1454–1504)
- Conrad Celtis (1459–1508)

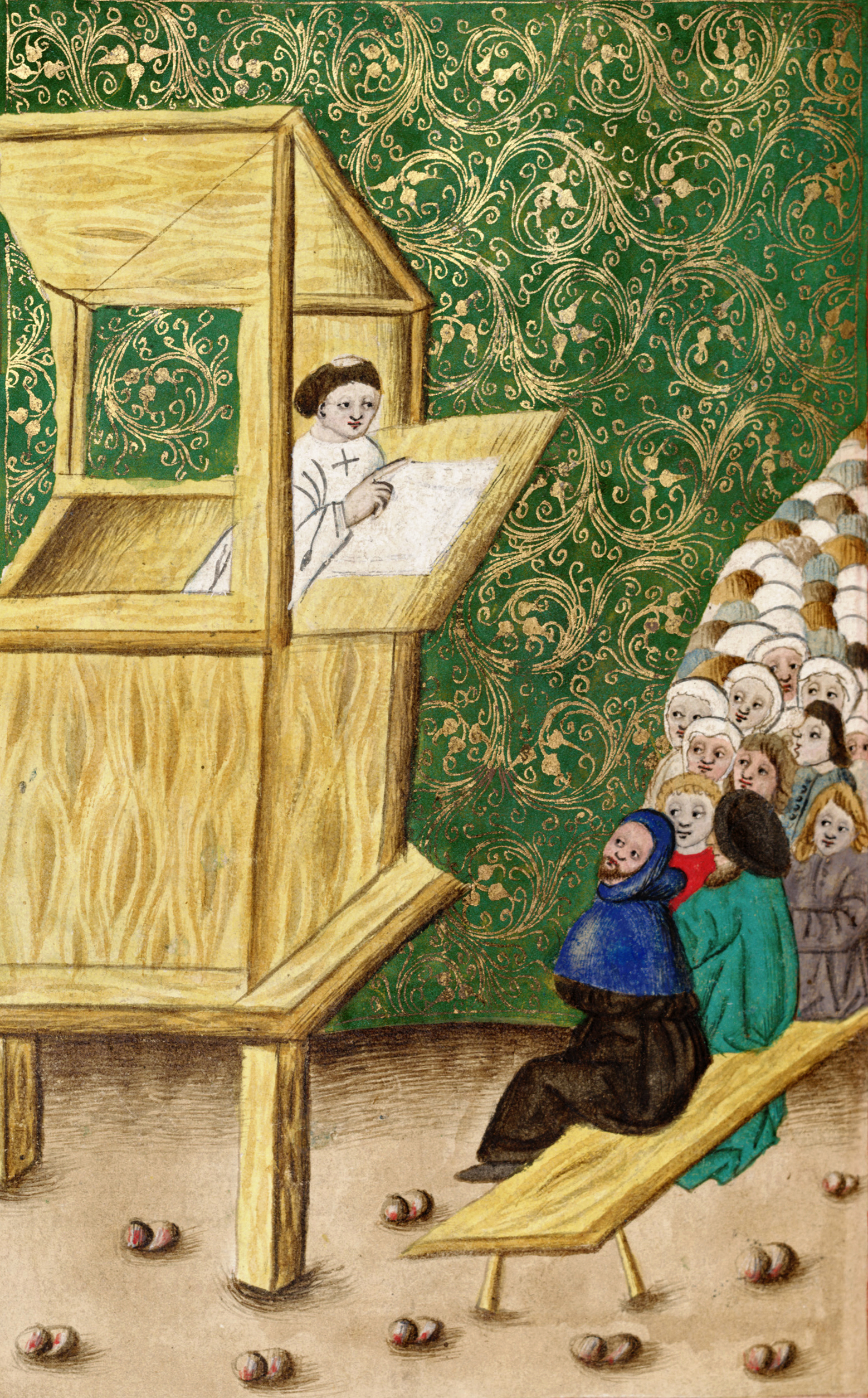
Predicación de Jan Hus, iluminación de un manuscrito checo, década de 1490.

- Juan Geiler de Kaisersberg (1445–1510)
- John Colet (1467–1519)
- Johann Reuchlin (1455–1522)
- Ulrich von Hutten (1488–1523)
- Johann von Staupitz (1460–1524)
- Jacobo Wimpfeling (1450–1528)
- Jacques Lefevre d'Etaples (1455–1536)
- Erasmo de Róterdam (1466–1536)

### Raíces y precursores de la Reforma Protestante

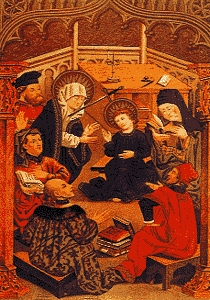
Los teólogos husitas disputan en presencia del rey Vladislao II de Polonia.

El Concilio de Constanza confirmó el fortalecimiento de la concepción medieval tradicional de iglesias e imperios. No abordó las tensiones nacionales o las tensiones teológicas que se habían suscitado durante el siglo anterior. El Concilio no pudo prevenir los cismas y las guerras Husitas en Bohemia.
La agitación histórica suele dar lugar a muchas ideas nuevas sobre cómo debe organizarse la sociedad. Este fue el caso que llevó a la Reforma Protestante. Tras el colapso de las instituciones monásticas y el escolasticismo en la Europa medieval tardía, acentuado por el «cautiverio babilónico» del papado de Aviñón, el Gran Cisma y el fracaso del movimiento conciliar, el siglo XVI vio el fomento de un gran debate cultural sobre las reformas religiosas y, más tarde, los valores religiosos fundamentales. Los historiadores supondrían en general que el fracaso de la reforma —demasiados intereses creados, falta de coordinación en la coalición reformadora— conduciría finalmente a una mayor agitación o incluso a una revolución, ya que el sistema debe ajustarse o desintegrarse con el tiempo, y el fracaso del movimiento conciliar contribuyó a la reforma protestante en Europa. Estos frustrados movimientos reformistas abarcaron desde el nominalismo, la devotio moderna, hasta el humanismo que se produjo en conjunción con las fuerzas económicas, políticas y demográficas que contribuyeron a un creciente desafecto por la riqueza y el poder del clero de élite, sensibilizando a la población a la corrupción financiera y moral de la iglesia secular del Renacimiento.
El resultado de la peste negra alentó una reorganización radical de la economía y, con el tiempo, de la sociedad europea. Sin embargo, en los centros urbanos emergentes, las calamidades del siglo XIV y principios del siglo XV, y la consiguiente escasez de mano de obra, dieron un fuerte impulso a la diversificación económica y a las innovaciones tecnológicas. Tras la peste negra, la pérdida inicial de vidas humanas a causa de la hambruna, contribuyó a intensificar la acumulación de capital en las zonas urbanas y, por lo tanto, a estimular el comercio, la industria y el floreciente crecimiento urbano en ámbitos tan diversos como la banca —la familia bancaria Fugger de Augsburgo y la familia Médici de Florencia son los más destacados—; los textiles, el armamento, especialmente estimulados por la Guerra de los Cien Años, y la extracción de mineral de hierro con la floreciente industria armamentística. La acumulación de excedentes, la sobreproducción competitiva y la mayor competencia para maximizar la ventaja económica contribuyeron a la guerra civil, al militarismo agresivo y, por tanto, a la centralización. Como resultado directo del movimiento hacia la centralización, líderes como Luis XI de Francia trataron de eliminar todas las restricciones constitucionales en el ejercicio de su autoridad. En Inglaterra, Francia y España el movimiento hacia la centralización iniciado en el siglo XIII fue llevado a una conclusión exitosa.
Pero a medida que la recuperación y la prosperidad progresaban, permitiendo a la población alcanzar sus niveles anteriores a finales de los siglos XV y XVI, la combinación de una nueva y abundante oferta de mano de obra así como la mejora de la productividad, fueron «bendiciones mixtas" para muchos segmentos de la sociedad de Europa Occidental. A pesar de la tradición, los terratenientes comenzaron a excluir a los campesinos de las «tierras comunes». Al estimularse el comercio, los terratenientes se alejaron cada vez más de la economía señorial. La fabricación de lana se expandió mucho en Francia, Alemania y los Países Bajos y comenzaron a desarrollarse nuevas industrias textiles.
La invención de los tipos móviles lleva al celo protestante por traducir la Biblia y ponerla en manos de los laicos. Esto haría avanzar la cultura de la alfabetización bíblica.
El «humanismo» del período del Renacimiento estimuló un fermento académico sin precedentes, y una preocupación por la libertad académica. En las universidades se produjeron continuos y serios debates teóricos sobre la naturaleza de la Iglesia, y la fuente y el alcance de la autoridad del papado, de los concilios y de los príncipes.

## Difusión del cristianismo
A finales del siglo XV y principios del siglo XVI, los misioneros y exploradores europeos difundieron el catolicismo en América, Asia, África y Oceanía. El papa Alejandro VI, en la Breve Inter caetera de 1493, otorgó derechos coloniales sobre la mayoría de las tierras recién descubiertas a España y Portugal. Bajo el sistema de patronato, las autoridades estatales controlaban los nombramientos clericales, y no se permitía ningún contacto directo con la Santa Sede.
En diciembre de 1511, el fraile dominico Antonio de Montesinos reprendió abiertamente a las autoridades españolas que gobernaban La Española por el maltrato a los nativos americanos, diciéndoles «... estáis en pecado mortal... por la crueldad y la tiranía con que tratáis a estos inocentes». El rey Fernando II de Aragón promulgó en respuesta las leyes de Burgos y más adelante la Junta de Valladolid con el dictado de las Leyes Nuevas (1542). La aplicación de las mismas fue laxa, y mientras unos culpan a la Iglesia por no hacer lo suficiente para liberar a los indios, otros señalan a la Iglesia como la única voz que se alza en nombre de los pueblos indígenas.